# 姫路市立置塩中学校
姫路市立置塩中学校（ひめじしりつ おきしおちゅうがっこう）は、兵庫県姫路市夢前町又坂にある公立中学校。

## 沿革
公式サイト「沿革」による。
- 1947年（昭和22年）4月 - 置塩村立置塩中学校開校。
- 1948年（昭和23年）11月 - 新校舎平屋建築落成。
- 1951年（昭和26年）12月 - 二階建て移転竣工。
- 1955年（昭和30年）7月 - 置塩村、鹿谷村、菅野村の三村が合併し夢前町が誕生。夢前町立置塩中学校と改称。
- 2006年（平成18年）3月27日 - 夢前町と姫路市との合併により、姫路市立置塩中学校となる。

置塩校区は少子化の影響が著しく、姫路市教育委員会は本校を「統合を検討する必要がある」として早ければ2028年度にも姫路市立置塩小学校・姫路市立前之庄小学校・姫路市立古知小学校・姫路市立鹿谷中学校との統合による義務教育学校の設立（校地は前之庄小・鹿谷中を使用）を目指す方針を明らかにした。

## 部活動
- 野球部
- 陸上競技部
- 女子バレーボール部
- 卓球部
- 吹奏楽部

## 通学区域
姫路市夢前町置塩地区。以下の2小学校の通学区域が該当する。
- 姫路市立置塩小学校
- 姫路市立古知小学校

## 周辺
- 夢前糸田郵便局
- 兵庫県道67号姫路神河線
- 夢前川

## 通学区域が隣接している学校
- 姫路市立鹿谷中学校
- 姫路市立菅野中学校
- 姫路市立書写中学校
- 姫路市立安室中学校
- 姫路市立広嶺中学校
- 姫路市立増位中学校
- 姫路市立香寺中学校

## 出身者
- 砂田晟弥（陸上選手）[4]